# Destolmia lineata
Destolmia lineata är en fjärilsart som beskrevs av Walker 1855. Destolmia lineata ingår i släktet Destolmia och familjen tandspinnare. Inga underarter finns listade i Catalogue of Life.

## Bildgalleri

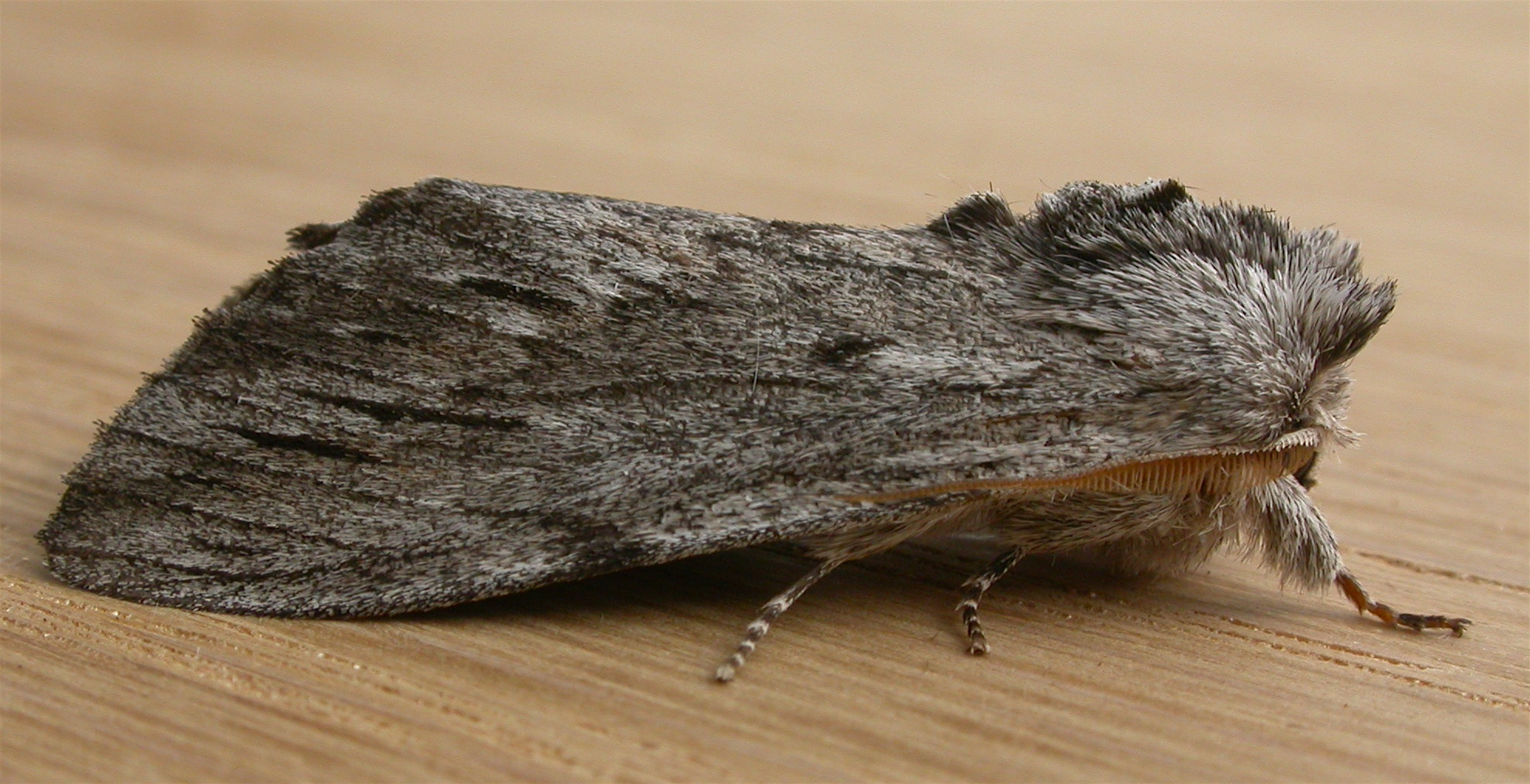